# Casamento entre pessoas do mesmo sexo no México
O casamento entre pessoas do mesmo sexo no México é realizado em algumas jurisdições. São legalmente realizados na Cidade do México e nos estados de Campeche, Chihuahua, Coahuila, Jalisco, Nayarit e Quintana Roo, mas explicitamente proibido no estado de Yucatán (embora a proibição se limita ao seu desempenho dentro dos limites do Estado, não o seu reconhecimento, e ele ainda está sendo contestada nos tribunais mexicanos).O casamento homoafetivo ainda entrará em vigor nos estados de Michoacán, Chiapas e Colima. Além disso, casais do mesmo sexo têm sido capazes de se casar em casos individuais em todos os estados, com exceção de Hidalgo  Uniões civis do mesmo sexo são legalmente realizadas na Cidade do México e nos estados de Coahuila, Colima e Jalisco. Desde agosto de 2010, os casamentos homossexuais realizados na capital federal, Cidade do México, ou fora do país, são reconhecidos pelos 31 estados mexicanos, sem exceção, e direitos conjugais fundamentais (tais como pagamentos de pensão alimentícia, direitos de herança, e a cobertura dos cônjuges pelo sistema de segurança social federal) também se aplicam a casais do mesmo sexo em todo o país.
No final de novembro de 2009, o principal partido na Assembléia Legislativa do Distrito Federal (ALDF), o Partido da Revolução Democrática (PRD), anunciou que está a afinar uma alteração do Código Civil para legalizar o casamento do mesmo sexo na Cidade do México. Um projecto foi apoiado no local pelo chefe do governo, Marcelo Ebrard, mas se opôs fortemente pela maior segunda força política no país, a Ação Partido Nacional (PAN) e Igreja Católica Romana.